# NGC 30
NGC 30是飛馬座的一個雙星。赤經為10分50.8秒，赤緯為+21°58'39"。在1864年10月30日首次被發現。